# Mykolas Sleževičius

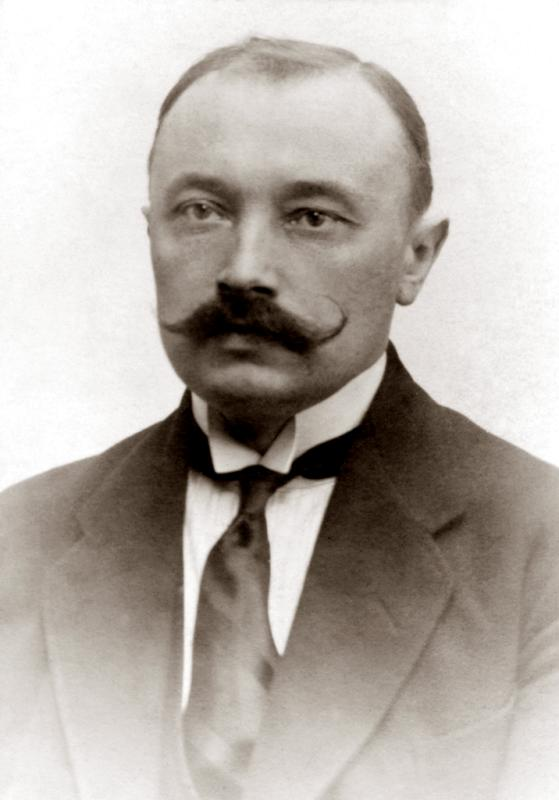
Mykolas Sleževičius

Mykolas Sleževičius (* 21. Februar 1882 in Drembliai bei Raseiniai; † 11. November 1939 in Kaunas) war ein litauischer Jurist, Rechtsanwalt, Politiker und Premierminister.

## Leben

### Studium und berufliche Laufbahn
Nach dem Abschluss des Gymnasiums von Jelgava absolvierte er ab 1901 ein Studium der Rechtswissenschaften an der Universität Odessa, das er 1907 mit dem Staatsexamen abschloss. Noch als Student war er Teilnehmer an der Russischen Revolution von 1905. Nach Abschluss des Studiums kehrte er nach Litauen zurück und trat der Litauischen Demokratischen Partei (Lietuvos demokratų partija) bei.
Von 1907 bis 1912 war er Chefredakteur der Zeitung „Litauischer Bauer“ (Lietuvos ūkininkas) sowie zugleich von 1910 bis 1912 der Zeitung „Litauische Nachrichten“ (Lietuvos Žinios). Anschließend war er als Rechtsanwalt tätig, bis er Litauen 1915 nach dem Einmarsch deutscher Truppen verließ und sich in Russland niederließ.

### Unabhängigkeit und Ministerpräsident 1918 bis 1919
1917 wurde er aus der Litauischen Sozialistischen Kleinbauernpartei ausgeschlossen, da er für die Unabhängigkeit Litauens von Russland eintrat. Später gehörte er zu den Mitbegründern der Litauischen Sozialistischen Demokratischen Bauernpartei. Von 1917 bis 1918 war Stellvertretender Vorsitzender des Obersten Rates von Litauen in Russland, einer Organisation, deren Vorsitzender er später war. 1918 wurde er von den Bolschewiki in Woronesch verhaftet. Nach der Entlassung aus dem Gefängnis kehrte er dann nach Litauen zurück.
Am 26. Dezember 1918 wurde er als Nachfolger von Augustinas Voldemaras zweiter Premierminister der unabhängigen Republik Litauen. Am 12. März 1919 trat er zurück, weil er sich weigerte, mit diktatorischen Vollmachten zu regieren.

### Ministerpräsident 1919
Am 12. April 1919 übernahm er dann erneut das Amt des Premierministers von seinem Nachfolger Pranas Dovydaitis. Während dieser Amtszeit wurde eine Freiwilligenarmee aufgebaut, die vornehmlich die polnische nationalistische Militärische Organisation (POW, polnisch Polska Organizacja Wojskowa) bekämpfte. Die POW betrachtete Litauen nach wie vor als Teil von Polen. Durch die Unterstützung für die Streitkräfte kam Sleževičius in scharfen Gegensatz zum früheren Premierminister Voldemaras, der der Meinung war, dass die litauischen Milizen für die Verteidigung gegen die polnischen nationalistischen Organisationen ausreichend seien. Die Regierung von Sleževičius legte außerdem den Grundstein für mehrere staatliche Institutionen auf dem Gebiet der Finanzen, der Rechtsprechung und der Gemeindeverwaltung. Daneben wurde ein erster Gesetzentwurf für eine Landreform erarbeitet. Am 7. Oktober 1919 wurde Sleževičius von Ernestas Galvanauskas abgelöst.
Nach dem Aufflammen eines bewaffneten Konflikts zwischen Polen und Litauen wurde er 1920 zum Vorsitzenden des Litauischen Verteidigungskomitees (Vyriausias Lietuvos Gynimo Komitetas) gewählt und übte als solcher auch die Aufsicht über die Organisation der Streitkräfte aus.

### Ministerpräsident 1926 und Litauisch-Sowjetischer Nichtangriffspakt
Am 10. Oktober 1922 wurde Sleževičius zum Abgeordneten des ersten Parlaments (Seimas) gewählt, wo er bis 1927 die Interessen der Litauischen Bauernvolksunion (Lietuvos Valstiečių Liaudininkų Sąjunga) vertrat. Von 1922 bis 1936 war er zudem auch Vorsitzender des Zentralkomitees dieser Partei.

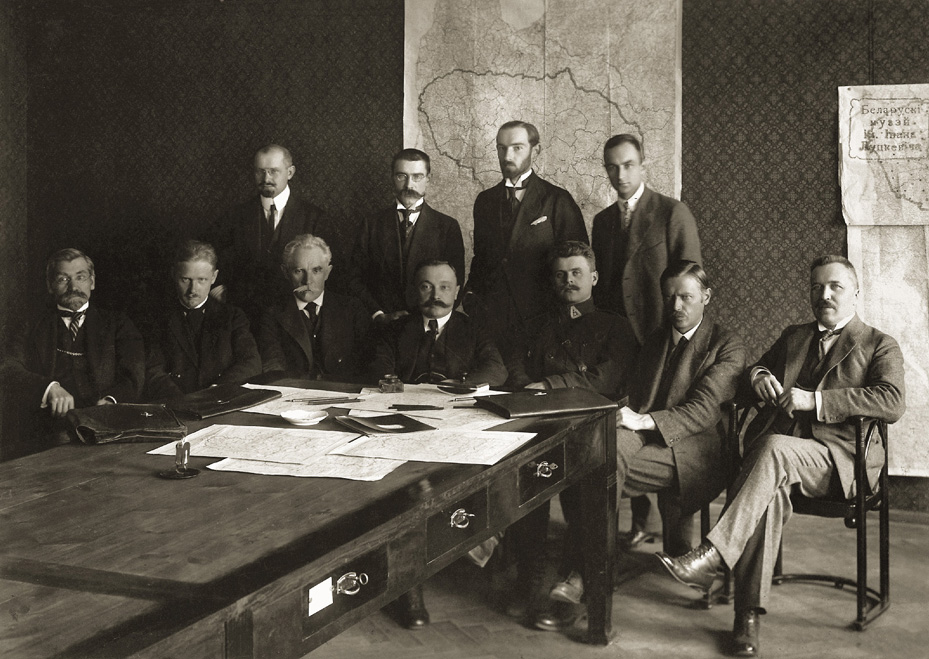
Mykolas Sleževičius (Mitte, sitzend) und sein Kabinett (1926)

Am 15. Juni 1926 wurde er als Nachfolger von Leonas Bistras erneut Premierminister, diesmal führte er eine Koalition seiner Bauernvolksunion mit den erstmals an der Regierung beteiligten Sozialdemokraten. Als solcher war er am 28. September 1926 in Moskau neben dem sowjetischen Volkskommissar für Auswärtige Angelegenheiten (Außenminister) Georgi Wassiljewitsch Tschitscherin Unterzeichner eines als “Gentlemen’s Agreement” bezeichneten Nichtangriffspaktes mit der UdSSR, der aus sowjetischer Sicht dazu beitrug, den Einfluss von Großbritannien auf die baltischen Staaten zu verringern. Während dieser Zeit war er zusätzlich amtierender Außenminister und Justizminister.
Auch in scharfer Ablehnung dieser Hinwendung zur Sowjetunion wurde seine Regierung durch den Staatsstreich von Antanas Smetona und Generalleutnant Povilas Plechavičius am 17. Dezember 1926 gestürzt.

### Andere Tätigkeit
Im Anschluss daran zog er sich weitgehend aus der Politik zurück und war wieder als Rechtsanwalt für verschiedene Organisationen und Banken tätig. Ab 1927 arbeitete er als Juriskonsult bei der Internationalen Bank, Kreditbank und als litauischer Vertreter ausländischer Firmen. Daneben agierte Sleževičius als Schauspieler und Regisseur am Theater von Kaunas.